# STI International Inc
STI International Inc je ameriško orožarsko podjetje, ki se je specializiralo za proizvodnjo naslednje generacije legendarne pištole Colt M1911.

## Zgodovina
Tripp je sprva ustanovil podjetje Tripp Research, Inc., ki je izdelovalo rezervne dele za pištolo Colt M1911 in nadomestne dele, ki so tej pištoli izboljševali karakteristike in ji zagotavljali boljše delovanje. Sprva je podjetje izdelovalo kladivca, sprožilce, spojnice in ostale manjše kovinske dele, čez nekaj let pa je Tripp na tržišče lansiral lastno ogrodje za to pištolo. Ogrodje je bilo povsem kompatibilno z originalnim le, da je bilo za okoli 35% lažje in je imelo bolje narezkane oprijemalne površine. Kmalu je podjetje izdelalo tudi prvo t. i. modularno ogrodje, sestavljeno iz jeklenega in polimerskega dela. Zgornji del ogrodja, po katerem drsi zaklepišče in v katerega je vgrajen mehanizem so še danes izdelani iz visoko odpornega jekla, pištolski ročaj, v katerega se vstavlja dvoredno okvir velike kapacitete pa je izdelan iz trpežne plastike in je na zgornji del pritrjen z vijaki.
Od prodaje prvih ogrodij do začetka proizvodnje celih pištol ni preteklo veliko časa. Danes tako podjetje izdeluje kopije originalnih modelov 1911 ter posodobljene različice z veliko kapaciteto okvirjev, serijo 2011.